# Želetice (district de Znojmo)
Pour les articles homonymes, voir Želetice.
Želetice (en allemand : Selletitz) est une commune du district de Znojmo, dans la région de Moravie-du-Sud, en République tchèque. Sa population s'élevait à 277 habitants en 2020.

## Géographie
Želetice se trouve à 12 km au sud-est de Jemnice, à 13 km au nord-est de Znojmo, à 43 km au sud-ouest de Brno et à 179 km au sud-est de Prague.
La commune est limitée par Horní Dunajovice au nord-ouest, par Morašice au nord, par Hostěradice à l'est, par Vítonice au sud, et par Žerotice au sud et au sud-ouest.

## Histoire
La première mention écrite de la localité date de 1351.